# Patrizio (storia romana)

Il patrizio Torlonia, copia del I secolo d.C. di un originale dell'80-70 a.C.

I patrizi (singolare patrizio, in latino patricius) erano in origine la classe d'élite dell'antica società romana. Il nome patricius rimanda alla parola di origine indoeuropea patres, i 'padri fondatori' o i capi delle tribù (gentes) che danno origine alla civiltà romana. 

## Origini
Secondo Plutarco i patrizi, creati al tempo di Romolo erano:
(Plutarco, Vita di Romolo, 13, 3-4.)
Erano anche sempre secondo lo stesso Plutarco, quei cittadini più illustri e potenti della nuova città, che dovevano prendersi cura dei più deboli e indifesi, con premura paterna.
Per Dionigi di Alicarnasso Romolo suddivise il popolo romano in patrizi e plebei, contando tra i primi quelli notevoli per nascita, virtù e danaro e tra i secondi gli altri.
Secondo Tito Livio i patrizi erano i discendenti di quei cento Patres che formarono il primo Senato romano al tempo di Romolo.

## Storia

### Epoca monarchica
Inizialmente, Romolo riservò ai patrizi tutte le magistrature romane, come l'ingresso al Senato e l'investitura alle cariche religiose e giudiziarie.  Romolo avrebbe anche creato il rapporto di patronato tra i clientes e i patroni, ponendo i plebei in posizione giuridicamente dipendente dai patrizi.
Il numero dei patres raddoppiò quando ai cento Romani furono affiancati cento Sabini, al tempo di Romolo e Tito Tazio. L'appartenenza a questa classe era dunque fissata dalla nascita piuttosto che dall'agiatezza economica la quale, soprattutto a seguito dell'afflusso di ricchezze dalle colonie, caratterizzò anche altri strati sociali (come gli equites). Essi avevano tutti i diritti e i privilegi dell'epoca, fra i quali alcuni anche unici, come per esempio l'accesso alle cariche senatorie e molti sacerdozi. Facevano parte, dunque, della classe degli optimates, i "migliori", cioè gli aristocratici. I patrizi erano conservatori, anche se alcuni nobili (come nientemeno che Gaio Giulio Cesare) erano più aperti e arrivavano ad abbracciare la causa dei populares, la gente non-nobile.

### Epoca repubblicana
All'inizio della Repubblica romana, i patrizi formavano su base ereditaria l'élite di potere all'interno dello stato e a essi era riservata la possibilità di rivestire le magistrature e di governare lo stato. La chiusura del gruppo era sottolineata dalla proibizione dei matrimoni con i non-patrizi, o plebei. Tale situazione comportò ben presto un conflitto e si facero sempre maggiori concessioni in direzione di un allargamento del potere anche ai plebei. In seguito al celebre episodio della secessione della plebe sul Montesacro, nel 494 a.C. fu istituita una nuova magistratura, quella dei tribuni della plebe, che poteva essere rivestita solo da plebei, con ampi poteri a tutela della classe. Negli anni 320 a.C. tutte le magistrature erano aperte anche ai plebei. Lo status dei due gruppi si parificò e nel frattempo il numero delle famiglie patrizie iniziò a diminuire. Il patriziato venne ampliato con l'immissione di nuove famiglie nel Senato, che più tardi provennero anche dalle élite provinciali dei popoli conquistati e più profondamente romanizzati.
Tra le più importanti famiglie patrizie della storia repubblicana si possono citare i Cornelii, i Valerii, gli Iulii, i Claudii, gli Emilii e i Fabii.
Nel I secolo a.C. la magistratura del tribunato era divenuta un importante strumento della lotta politica e nel 59 a.C. il patrizio Clodio si fece adottare da un plebeo (sebbene il padre adottivo fosse più giovane di un anno) per poter essere eletto tribuno della plebe.
Anche la massima carica religiosa romana, quella del Pontefice massimo, rimase per lungo tempo appannaggio esclusivo dei patrizi, fino a che nel 254 a.C. questa magistratura fu assunta per la prima volta da un plebeo, Tiberio Coruncanio.

### Età imperiale e post-imperiale
In epoca imperiale il patriziato cessò progressivamente di avere importanza pratica (lo stesso Senato con il passare del tempo vide i suoi poteri esautorati dal potere imperiale), ma conservava ugualmente grande prestigio. Sotto l'imperatore Costantino I il termine divenne un titolo onorifico, attribuito ai collaboratori più fedeli e riservato a pochissimi personaggi. 
Nel V secolo indicava prevalentemente il comandante dell'esercito (magister militum), spesso di origine barbarica, che reggeva in sostanza il governo dello Stato e a volte giunse a creare e deporre gli imperatori a suo piacimento. Uno dei primi fu il generale Stilicone, a cui Teodosio I aveva affidato alla sua morte il figlio Onorio, a cui era stato lasciato l'Impero d'Occidente. Altri patrizi furono Ezio, Ricimero e Odoacre, il quale nel 476 depose quello che viene tradizionalmente considerato l'ultimo imperatore romano d'occidente, Romolo Augusto.
A partire dall'VIII secolo il titolo di patrizio venne utilizzato in Italia per indicare quella classe nobiliare che governava su di un comune, quindi un municipio, o su una repubblica aristocratica, mentre nell'impero bizantino il titolo di "Patrikios" indicava una dignità di corte.